# Ośmiornica (serial telewizyjny)

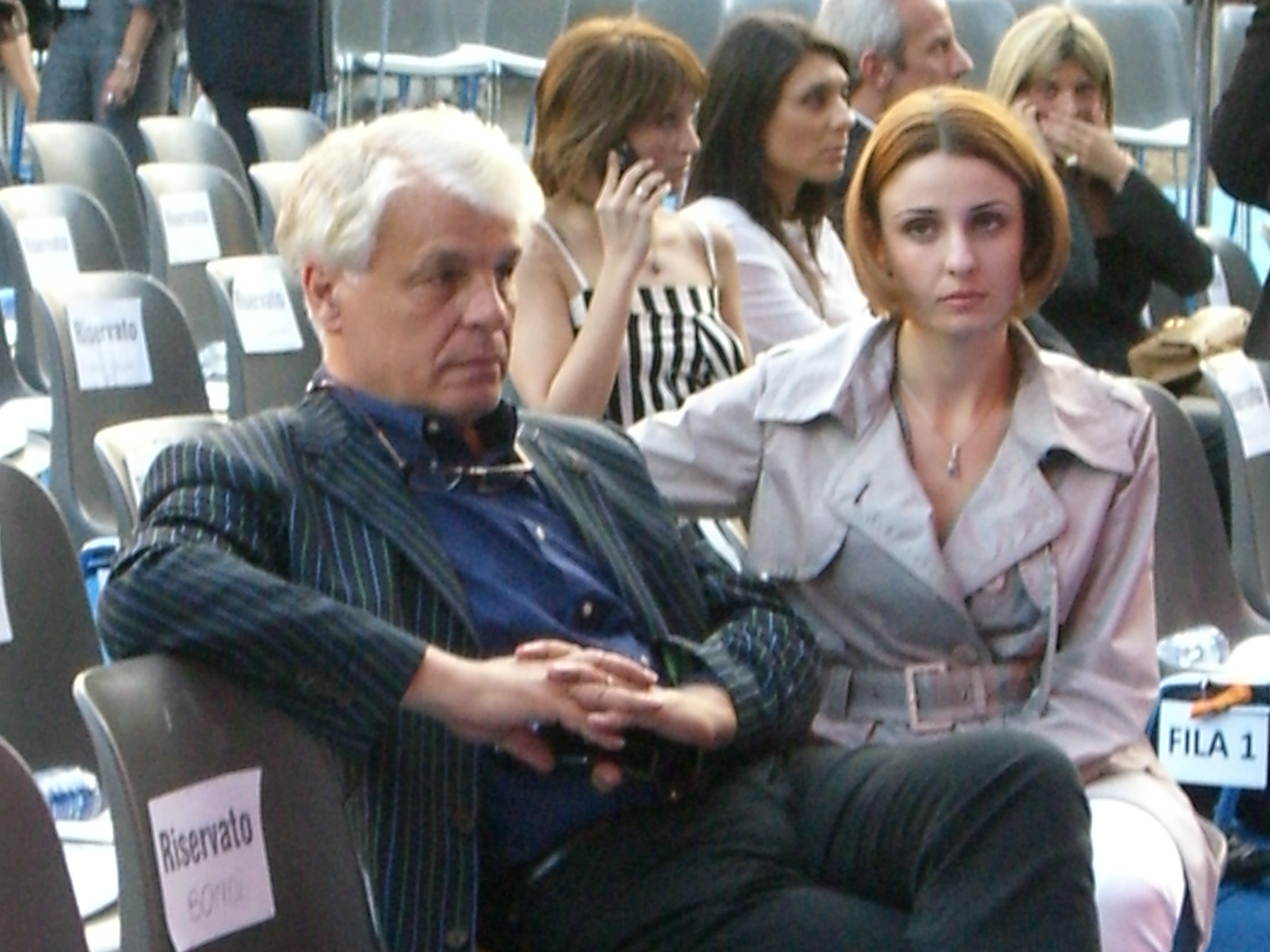
Michele Placido – odtwórca głównej roli w serialu, komisarza Cattaniego

Ośmiornica (wł. La piovra) – włoski serial kryminalny z lat 1984–2001 w reżyserii Damiano Damianiego (1. sezon), Florestano Vanciniego (2. sezon), Luigi Perelliego (od 3. do 7. oraz 10. sezon) i Giacomo Battiato (8 i 9. sezon), pochylający się nad problematyką mafii sycylijskiej. Głównym scenarzystą serialu był Ennio De Concini, zaś muzykę stworzyli Riz Ortolani, Ennio Morricone i Paolo Buonvino. Serial zasłynął bezkompromisowym ukazaniem działań mafii z ich brutalnością i brakiem moralnych granic, zupełnie odmiennym od mafii kierującej się kodeksem honorowym z Ojca chrzestnego.

## Obsada aktorska
- Michele Placido – komisarz Corrado Cattani
- Barbara de Rossi – Titti Pecci Scialoja
- Nicole Jamet – Elsa Cattani
- Angelo Infanti – Sante Cirinna
- Pino Colizzi – Nanni Santamaria
- Renato Mori – Altero
- François Périer – adwokat Terrasini
- Florinda Bolkan – Olga Camastra
- Simona Cavallari – Ester Rasi[2]

## Fabuła
Głównym bohaterem serialu jest komisarz włoskiej policji Corrado Cattani, który wraz z żoną i dwunastoletnią córką przenosi się z Mediolanu do Trapani na Sycylii, aby zastąpić zamordowanego szefa tamtejszego wydziału kryminalnego, Augusto Marineo. Cattani poznaje młodą hrabiankę Titti Pecci Scialoję, której matka podobno popełniła samobójstwo tej samej nocy, w której zginął Marineo, jednak Cattani uważa, że śledztwo w tej sprawie zostało przedwcześnie zakończone. Komisarz próbuje rozwikłać zagadkę. Ślady prowadzą do miejscowego mafioso, Cirinny. W trakcie śledztwa Cattani zakochuje się w Titti, która jest, jak się okazuje, kochanką Cirinny, który regularnie podaje jej narkotyki. Komisarzowi udaje się aresztować Cirinnę. Ciągła stresująca praca oraz romans z młodą hrabianką sprawiają jednak, że małżeństwo Cattaniego rozpada się. Żona Elsa wraca do domu rodzinnego, natomiast ich córka Paola zostaje z ojcem. Po rozpadzie pożycia małżeńskiego Cattani natrafia na ślad siatki narkotykowej, która powiązana jest z jednym z sycylijskich banków. Pod wpływem sukcesów w działaniach komisarza mafia porywa mu córkę, a w zamian za uwolnienie Paoli żąda, by komisarz przekazał mafii obciążające ją akta i skłamał w sprawie przebiegu aresztowania Cirinny, aby umożliwić jego zwolnienie z aresztu.

## Sezony
| Sezon | Rok  | Tytuł | Liczba odcinków | Reżyser            |
| ----- | ---- | --- | --------------- | ------------------ |
| 1.    | 1984 | La piovra | 6               | Damiano Damiani    |
| 2.    | 1986 | La piovra 2                                                                                                  | 6               | Florestano Vancini |
| 3.    | 1987 | La piovra 3                                                                                                  | 7               | Luigi Perelli      |
| 4.    | 1989 | La piovra 4                                                                                                  | 6               | Luigi Perelli      |
| 5.    | 1990 | La piovra 5 - Il cuore del problema (Serce problemu)                                                         | 5               | Luigi Perelli      |
| 6.    | 1992 | La piovra 6 - L'ultimo segreto (Ostatni sekret)                                                              | 6               | Luigi Perelli      |
| 7.    | 1995 | La piovra 7 - Indagine sulla morte del commissario Cattani (Śledztwo w sprawie śmierci Komisarza Cattaniego) | 6               | Luigi Perelli      |
| 8.    | 1997 | La piovra 8 - Lo scandalo (Skandal)                                                                          | 2               | Giacomo Battiato   |
| 9.    | 1998 | La piovra 9 - Il patto (Układ)                                                                               | 2               | Giacomo Battiato   |
| 10.   | 2001 | La piovra 10                                                                                                 | 2               | Luigi Perelli      |